# Mount Franklin (berg i Australien, Victoria)
Mount Franklin är ett berg i Australien. Det ligger i regionen Hepburn och delstaten Victoria, omkring 94 kilometer nordväst om delstatshuvudstaden Melbourne. Toppen på Mount Franklin är 648 meter över havet, eller 145 meter över den omgivande terrängen. Bredden vid basen är 1,5 km.
Runt Mount Franklin är det glesbefolkat, med 10 invånare per kvadratkilometer.. Närmaste större samhälle är Daylesford, nära Mount Franklin.
I omgivningarna runt Mount Franklin växer i huvudsak städsegrön lövskog. Genomsnittlig årsnederbörd är 782 millimeter. Den regnigaste månaden är juli, med i genomsnitt 92 mm nederbörd, och den torraste är januari, med 22 mm nederbörd.